# Hineno (Klan)

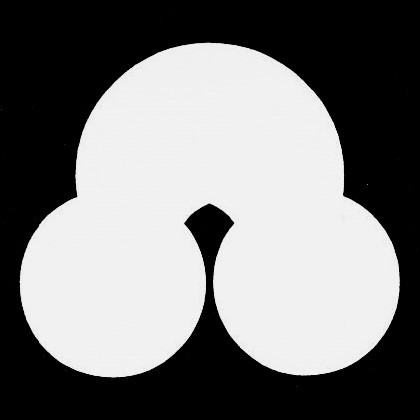
Wappen der Tanaka
(Eine Landzunge)

Die Hineno (japanisch 日根野氏, Hineno-shi) waren eine Familie des japanischen Schwertadels (Buke), die aus der Provinz Mino stammte und bis zum Anfang der Edo-Zeit eine Rolle spielte.

## Genealogie
- Hironari (弘就; † 1602) war ein Vasall der  Saitō und diente unter Yoshiatsu und Tatsuoki. Als Letzterer von Oda Nobunaga vernichtet wurde, schor er sein Haupt und nannte sich Jibukyō-hōin.
- Takayoshi (高吉; 1539–1600), ein Sohn Hironaris, nahm am  Feldzug gegen die Hōjō in Odawara teil und erhielt als Belohnung die Burg Takashima in der Provinz Shinano mit einem Einkommen von 28.000 Koku.
- Yoshiaki (吉明; 1587–1656), ein Sohn Takayoshis, wurde 1601 nach Mibu (壬生) in der Provinz Shimotsuke und dann 1634 mit 20.000 Koku nach Funai (heute Teil von Ōita) in der Provinz Bungo versetzt. Er starb ohne Nachkommen, sein Besitz fiel an das Shogunat zurück.